# Albrechtův jev
Albrechtův jev popisuje, jak oblak kondenzačních jader (KJ), možná pocházející z antropogenního znečištění, může zvýšit životnost mraků a tím zvyšovat množství slunečního záření, které se od mraků odráží. Protože přímo nereaguje s dopadajícím nebo odraženým zářením, má nepřímý vliv na klima.
Aerosolové částice působí jako kondenzační jádra vytvářením většího počtu kapiček menší velikosti. Tyto potřebují delší čas, než splynou s dešťovými kapkami velikosti (> 100 μm), což snižuje účinnost srážek, a tudíž zvyšuje životnost mraku. Zvýšený rozptyl dopadajícího záření vede k ochlazení o 0,3 až 1,4 W/m².  Tento jev zatím není pochopen tak dobře jako Twomeyův jev.
Existuje mnoho dalších jevů, nepřímé jevy a semi-přímé aerosolové jevy vyplývající z velké nejistoty radiačního působení aerosolů.